# Candace Owensová
Candace Amber Owens Farmer (* 29. dubna 1989 Stamford, Connecticut, USA) je americká konzervativní aktivistka, spisovatelka a politická komentátorka. Je známá pro své konzervativní postoje, podporu někdejšího prezidenta Trumpa a kritiku americké levice a cancel culture.
Po smrti George Floyda a vzestupu hnutí Black Lives Matter byla jednou z černošských celebrit, která se proti hnutí postavila. Sice odsoudila zabití George Floyda, zároveň ale odmítla jeho glorifikaci s tím, že byl zločinec a že celá situace akorát rozděluje a destabilizuje americkou společnost. Sama tím vzbudila kontroverze.
Po rozhovoru Meghan a Harryho s Oprah Winfreyovou pár odsoudila za údajné přílišné hraní na city a falešná obvinění z rasismu.
V březnu 2021 se připojila ke zpravodaji The Daily Wire moderátora Bena Shapira, sama moderuje politický podcast Candace.